# 科特马克
科特马克（荷蘭語：Kortemark，荷蘭語發音：[ˈkɔrtəmɑrk]）是比利时弗拉芒大區西佛兰德省迪克斯迈德区的一个市镇，通行荷蘭語，是弗拉芒社群的一部分，面积55.43平方千米，人口12,584人（2018年1月1日）。